# Меир ибн Габбай
Меир бен Иезекиил ибн Габбай (ивр. מאיר בן יחזקאל אבן גבאי‎; лат. Meir ben Ezekiel ibn Gabbai; род. конец 1480 года; ум. не ранее 1540) — испанский каббалист XVI века еврейского происхождения, первым давший систематическое изложение наиболее важных пунктов каббалистического учения, тем самым став предтечей Моше Кордоверо (1522—1570) и Ицхака Лурии (Ари) (1534—1572).

## Биография и труды
Меир ибн Габбай родился в Испании в конце 1480 года; жил, вероятно, на Востоке. В двадцать семь лет он жалуется на то, что ему приходится тяжёлым трудом зарабатывать хлеб для себя и для семьи (см. конец его сочинения «Tola’at Jakob» "Червь Яакова"). Габбай был увлечённым каббалистом и в совершенстве знал всё каббалистическое учение. Габбай считал «Зогар» канонической книгой каббалы.

### Сочинения
Первым его сочинением было «Tola’at Jakob» («Червь Иакова (Якова)»; 1507), каббалистическое толкование богослужебного ритуала; это сочинение пользовалось большим уважением.
Главным его произведением было «Mar’ot Elohim», в котором подробно изложил свою каббалистическую систему и углубился в учение Маймонида (1135/1138-1204) для того, чтобы его опровергнуть; над этим своим сочинением, оконченным 22 декабря 1530 года, Меир ибн Габбай работал 8 лет.
В 1539 году он написал изложение и защиту учения ο сефирот под заглавием «Derek Emunah» («Путь веры») — в ответ на просьбу его ученика, Иосифа га-Леви, выяснить ему учения ο сефирот; это сочинение написано Габбаем на основании сочинения Азриеля «Perusch Еsser Sefiroth» ("Комментарий о десяти сефирот").
Ещё один труд — «Abodat ha-Kodesch» («Святая служба»).

### Семья
Сын Габбая, Хаим, был также каббалистом; его зять, Сениор бен-Иуда Фалкон, издал после смерти Габбая его первые две книги; «Tola’at Jakob» было им напечатано благодаря помощи Авраама Рейна (Abraham Reyna) в Константинополе в 1560 году, a «Mar’ot Elohim» — в 1567 году в Венеции.

## Религиозные убеждения
Его система носит выраженную  пантеистическую окраску. Сам Бог, как первопричина всех причин, не может быть предметом представления или понимания и не может быть даже называем; имя Его — «Эйн Соф» ("Бесконечный") есть только условное выражение того, что недоступно человеческому пониманию. Даже «Keter Eljon», первая сефира, не может быть предметом понимания или представления; она совечна с «Эйн Соф», хотя она и является только эманацией последнего; она есть то, что в Писании называется «Его именем» (Кн. Притчей Соломона \ Мишлей, гл. 10, ст. 18 и целый ряд других мест Писания). Посредством неё другие сефирот эманировали из Бога; эти сефирот — различные проявления Божества, через которые Оно открывается конечным существам. К ним обращены молитвы, и они же подразумеваются в различных обозначениях Бога, который относится к ним, как душа к телу.
Другие эманации суть семь «гекалот» (дворцы; небесные чертоги), происходящие от сфирот и представляющие собою женское начало мира в противоположность мужскому началу сефирот; они являются настоящими «сосудами» дальнейшего развития мира. Эта эманация мира из Бога есть «слава Бога».
Сознание зависимости от Бога вместе со стремлением к Нему, чтобы соединиться и слиться с Ним и тем познать Его единство и осуществить это единство, есть «йихуд», «сознательное единение с Богом», которое составляет конечную цель мира.
Человек, как отражение высшего «гекала» (небесного чертога), соединяет в своей душе лучи всех сефирот и вообще, как микрокосм, вмещает в себе все основные элементы бытия. Его душа связана поэтому с высшим миром, который находится под влиянием его поступков и стремлений, ибо всё, что происходит в мире, поднимается волнообразными кругами до самых высших миров. Признанием и исполнением предписаний Золотого правила нравственности и нравственности человек ускоряет наступление гармонии и единства различных ступеней творения и успешно выполняет свою жизненную задачу осуществления «йихуд» ( единства с Божеством).